# Giuseppe Bugatti
Giuseppe Bugatti (ur. 1 marca 1965 w Brescia) – włoski kierowca wyścigowy.

## Kariera
Bugatti rozpoczął karierę w wyścigach samochodowych w 1988 roku od startów we  Włoskiej Formule 3, gdzie jednak nie zdobywał punktów. Dwa lata później w tej samej serii był szósty. W późniejszych latach pojawiał się także w stawce Grand Prix Makau oraz Formuły 3000.
W Formule 3000 Włoch startował w latach 1991-1993. W pierwszym sezonie startów w ciągu dziesięciu wyścigów, w których wystartował, raz stanął na podium. Uzbierane sześć punktów dało mu to jedenaste miejsce w klasyfikacji generalnej. Rok później Bugatti zdobywał dwa punkty. Został sklasyfikowany na szesnastej pozycji w końcowej klasyfikacji kierowców. W sezonie 1993 nie ukończył żadnego wyścigu.